# 乃蒼ヒカリ
乃蒼 ヒカリ（のあ ひかり、1998年2月18日 - ）は、北海道出身の日本のアイドル、元プロレスラー。アイドル兼プロレスラーグループ『アップアップガールズ（プロレス）』の元メンバー。

## 経歴
2017年
- 8月12日 - DDTプロレスリングとのコラボレーションによる新プロジェクト、アップアップガールズ（プロレス）オーディションの開催を発表がされ、オーディション合格者として、みう・らく・ひなの・ひかりの4名が発表された。名前をカタカナに変更し、8月27日の＠JAM EXPOでステージデビュー[1]。

2018年
- 1月4日 - 東京女子プロレス後楽園ホール大会にて、ラク＆ヒカリ vs ヒナノ＆ミウ戦でプロレスデビュー。
- 1月20日、東京・王子Basement MON☆STARでのヒナノ＆ミウ戦で初白星（パートナーはラク）。
- 2月18日、東京・新木場1stRINGでのミウ戦で初のシングル戦を経験しシングル戦初勝利[2]。
- 3月21日、東京・板橋グリーンホールでの瑞希戦でシングル戦初黒星[3]。
- 6月3日、東京・新宿村スタジオC106において第5回東京プリンセスカップ出場者決定戦にてTake a chance枠の出場権を争いミウとシングルマッチを行う[4]。5分44秒、回転足折り固めで勝利し出場権を獲得。6月9日に予定されていたトーナメント1回戦は小橋マリカの怪我により不戦勝勝利[5]。2回戦は憧れの坂崎ユカと1対戦し敗北[6]。
- 8月3日、TOKYO IDOL FESTIVAL2018にて路上プロレスデビュー。[7]。
- 8月18日、名古屋市東スポーツセンター第2競技場大会にて、沙希様のパリ帰国前最後の試合相手に指名されシングルマッチ。
- 11月17日、新木場1stRING大会にて、ミウとのタッグで坂崎ユカ＆瑞希の保持するTOKYOプリンセスタッグ王座に挑戦も敗北。
- 12月31日、渋谷GARRETにて行われたアプガ（プロレス）の初単独ライブより、リングネームを乃蒼ヒカリに改名。

2019年
- 2月17日、DDT両国国技館大会に、アンダーマッチ枠で参戦[8]。
- 4月5日、王子Basement MON☆STAR大会にて行われた「ぴぴぴぴぴなの卒業スペシャル時間差入場バトルロイヤル」にてぴなのと共に最後の2人まで残りぴなのに勝利。メンバー内でも仲の良かったぴなのの最後の対戦相手となった。
- 4月6日、王子Basement MON☆STAR大会にて、東京女子参戦時から組む機会の多かった万喜なつみとのタッグ名を「ぱんでみっくBoo-Boo」と発表し、タッグ王座への挑戦を表明。
- 5月3日、後楽園ホール大会にて、ぱんでみっくBoo-BooでTOKYOプリンセスタッグ王座に挑戦も敗北。

2021年
- 4月1日、新木場1stRING大会のメインイベントにて、本人初となるハードコアマッチで山下りなと対戦。
- 4月24日、板橋グリーンホール大会にて汐凛セナ東京女子プロレス卒業マッチの相手として自ら名乗り出て対戦相手を務める。
- 5月4日、後楽園ホール大会にてインターナショナル・プリンセス王座を初戴冠[9]。
- 9月9日、乃蒼ヒカリのソロ・プロジェクトを立ち上げるべくクラウドファンディング・WIZYにて「ソロ音楽プロジェクト」を始動[10]。結果、目標金額を200万円を大きく上回る3,663,350円を集め、ソロCDの他に、初の写真集の制作も行なうことになった。12月10日、ヒカリのソロ曲「I’m Alive」を全世界配信にリリース、12月16日、タワーレコードでCDリリース[11]。

2023年
- 10月9日、東京たま未来メッセ大会にて空位となっていたプリンセスタッグ王座決定戦に角田奈穂とのタッグチーム「ふりーWiFi」で勝利、第14代王者となる。
- 12月31日、体調不良のため王座を返上。

2024年
- 2月16日、活動休止を発表[12]。
- 5月19日、5月15日をもってアップアップガールズ（プロレス）および東京女子プロレスを卒業、YU-M エンターテインメントを退所していたことが発表された[13][14]。

## 人物
- 血液型はO型[15]。小さいころからプロレスファンで高校時代に一度、東京女子プロレスの練習生に応募したことがある[16]。
- 好きなレスラーに葛西純の名をあげ、好きなデスマッチアイテムは蛍光灯[17]とし、実際にデスマッチの経験もしてみたいというプロレスマニア。しかし運動神経と体力が結びつかず、グループ初黒星および2連敗でデビュー。「プロレスが好きだというだけでは勝てない」という現実に直面する。
- アプガ（プロレス）を引っ張りたい思いと同時に、一プロレスラーとしても見てもらいたいと発言している[18]。
- 他のメンバーとは逆にアイドルは全然知らないまま「絶対プロレスの方がしんどいからアイドルはできるだろう」との考えでオーディションに応募したが、「受け身を取るより、ダンスで手足を別々に動かす方が全然難しい」「1曲の運動量がえげつない」とのちのインタビューで述べている[19]。またプロレスの先生として坂崎ユカの名前を挙げている[19]。
- 両耳に多数のピアスを開けており、舌にも2連のセンタータンを開けている。
- コスチュームにガウンが追加されるまでの間、入場時にはポーランドのゴシックブランド「RESTYLE」のパーカーを着用していた。大一番やハードコアマッチではミウラアカネより引き継いだ特攻服を着用。
- 汐凛セナとはデビュー前のプロレスファン時代からの友人で一緒にデスマッチ観戦をするほどの仲。

## 得意技
ブリザード・スープレックス・ホールド
裏投げ
コブラツイスト
ブルーレーサー
変形グラウンド・コブラツイスト。技名は蛇の品種から。
ローリング・クレイドル
ミサイルキック
ジャンピング・ネックブリーカー・ドロップ
回転足折り固め
最後の晩餐
足4の字固めに入る途中から後ろを向き相手側に倒れこんで押さえ込む。ロバート・ギブソンのギブソンクラッチと同型。
トラースキック
万喜なつみより伝授。

## 入場曲
ROCK BOTTOM ／ 乃蒼ヒカリ
デビュー時より使用している通常時の入場曲。
I’m Alive ／ 乃蒼ヒカリ
2021年12月10日初使用のデスマッチ・ハードコアマッチ専用入場曲。

## タイトル歴
東京女子プロレス
プリンセスタッグ王座（第14代、パートナーは角田奈穂）
インターナショナル・プリンセス王座（第6代）

## 出演

### ラジオ
- 真夜中のハーリー＆レイス（2018年7月29日、ラジオ日本）[22]